# Lissoscarta beckeri
Lissoscarta beckeri är en insektsart som beskrevs av Mejdalani et Felix 1997. Lissoscarta beckeri ingår i släktet Lissoscarta och familjen dvärgstritar. Inga underarter finns listade i Catalogue of Life.